# Libertad megye
Libertad (spanyol nevének jelentése: szabadság) egy megye Argentínában, Chaco tartományban. A megye székhelye Puerto Tirol.

## Települések
A megye 4 nagyobb településből (Localidades) áll:
- Colonia Popular
- Fortin Cardoso
- Laguna Blanca
- Puerto Tirol

Kisebb települései (Parajes):